# Cleveland Browns 2024
La stagione 2024 dei Cleveland Browns è stata la 76ª della franchigia, la 72ª nella National Football League e la quinta con Kevin Stefanski come capo-allenatore.

## Scelte nel Draft 2024
| Scelte dei Browns nel Draft 2024 |        |                  |       |                   |                             |
| Giro                             | Scelta | Giocatore        | Ruolo | College           | Note                        |
| 2                                | 54     | Michael Hall Jr. | DT    | Ohio State        |                             |
| 3                                | 85     | Zak Zinter       | G     | Michigan          |                             |
| 5                                | 156    | Jamari Thrash    | WR    | Louisville        | da Philadelphia via Arizona |
| 6                                | 206    | Nathaniel Watson | LB    | Mississippi State | da Baltimore                |
| 7                                | 227    | Myles Harden     | CB    | South Dakota      | da Tennessee                |
| 7                                | 243    | Jowon Briggs     | DT    | Cincinnati        |                             |

## Staff
| Staff dei Cleveland Browns |
| --- |
| Organi dirigenziali - Proprietari– Jimmy Haslam, Dee Haslam, Whitney Haslam-Johnson, JW Johnson - Chief strategy officer – Paul DePodesta - Vice presidente esecutivo/COO– David Jenkins - Vice presidente/General manager – Andrew Berry - Vice president dell'amministrazione del football – Chris Cooper - Vice presidente del personale dei giocatori – Glenn Cook - Vice presidente di ricerca e strategia – Andrew Healy - Vice president dello sviluppo del personale – Ken Kovash - Direttore dell'amministrazione del football - Taylor Young - Direttore del personale dei giocatori – Dan Saganey - Assistente del direttore del personale professionistico – Adam Al-Khayyal - Direttore di ricerca e strategia – Dave Giuliani - Direttore degli osservatori – Mike Cetta - Direttore dei sistemi informativi - Brad DeAngelis Capo allenatore - Capo-allenatore – Kevin Stefanski - Assistant c.a./coordinatore special team – Mike Priefer - Capo dello staff staff/assistente wide receiver – Callie Brownson Altri allenatori - Director of high performance – Shaun Huls - Preparatore atletico – Larry Jackson - Nutrizionista – Katy Meassick - Assistente p.a./scienza sportiva – Josh Christovich - Assistente p.a. – Monty Gibson - Assistente p.a. – Dale Jones - Assistente p.a. – Evan Marcus Allenatori dell'attacco - Coordinatore offensivo – Alex Van Pelt - Quarterback - Drew Petzing - Gioco sulle corse/running back – Stump Mitchell - Gioco sui passaggi/wide receiver – Chad O'Shea - Tight end – T.C. McCartney - Offensive line – Bill Callahan - Assistente offensive line – Scott Peters - Assistente senior – Kevin Rogers - Controllo qualità attacco – Jonathan Decoster - Controllo qualità attacco – Ashton Grant Allenatori della difesa - Coordinatore difensivo – Joe Woods - Gioco sulle corse – Ben Bloom - Defensive line – Chris Kiffin - Assistente defensive line – Jordan Thomas - Linebacker – Jason Tarver - Gioco sui passaggi/defensive back – Jeff Howard - Assistente defensive back – Brandon Lynch - Assistente difesa – Zach Dunn - Controllo qualità difesa – Jeff Anderson Allenatori dello special team - Assistente special team – Stephen Bravo-Brown |

## Roster
| Roster dei Cleveland Browns |
| --- |
| Quarterback - 17 Dorian Thompson-Robinson - 4 Deshaun Watson - 5 Jameis Winston Running Back - 34 Jerome Ford - 20 Pierre Strong Jr. Wide Receiver - 18 David Bell - 2 Amari Cooper - 3 Jerry Jeudy - 8 Elijah Moore - 80 Jamari Thrash - 19 Cedric Tillman Tight End - 88 Jordan Akins - 85 David Njoku Offensive Linemen - 75 Joel Bitonio G - 78 Jack Conklin T - 67 Javion Cohen G - 53 Nick Harris C - 66 James Hudson T - 79 Dawand Jones T - 55 Ethan Pocic C - 77 Wyatt Teller G - 71 Jedrick Wills T - 70 Zak Zinter G Defensive Linemen - 95 Myles Garrett DE - 93 Shelby Harris DT - 90 Maurice Hurst Jr. DT - 72 Quinton Jefferson DT - 57 Isaiah McGuire DE - 54 Ogbonnia Okoronkwo DE - 99 Za'Darius Smith DE - 94 Dalvin Tomlinson DT - 91 Alex Wright DE Linebacker - 30 Devin Bush Jr. ILB - 43 Mohamoud Diabate MLB - 42 Tony Fields II OLB - 58 Jordan Hicks MLB - 6 Jeremiah Owusu-Koramoah OLB - 40 Nathaniel Watson OLB Defensive Back - 37 D'Anthony Bell SS - 9 Grant Delpit SS - 23 Martin Emerson CB - 25 Kahlef Hailassie CB - 26 Myles Harden CB - 33 Ronnie Hickman FS - 12 Rodney McLeod SS - 29 Cameron Mitchell CB - 0 Greg Newsome II CB - 1 Juan Thornhill FS - 21 Denzel Ward CB Special Team - 13 Corey Bojorquez P - 7 Dustin Hopkins K - 47 Charley Hughlett LS Lista delle riserve - 74 Hakeem Adeniji T (IR) - 36 Brandon Bouyer-Randle OLB (IR) - 24 Nick Chubb RB (PUP) - 68 Michael Dunn G (NF-Ill.) - 51 Michael Hall Jr. DT (Exempt) - 22 Nyheim Hines RB (NF-Inj.) - 31 Chase Williams FS (IR) - 56 Luke Wypler C (IR) Squadra di allenamento - 53 Jowon Briggs DT - 38 Tony Brown CB - 16 Jaelon Darden WR - 41 Chris Edmonds FS - 28 Justin Hardee CB - 65 Germain Ifedi T - 92 Sam Kamara DT - 61 Roy Mbaeteka T - 11 James Proche WR - 59 Winston Reid OLB - 50 Rex Sunahara LS - 69 Lorenzo Thompson T - 81 Michael Woods II WR Roster aggiornato al 30 agosto 2024 53 attivi, 8 inattivi, 12 nella squadra di allenamento |
| Legenda - I rookie sono in corsivo. - Il primo ruolo è il principale mentre gli eventuali successivi indicano i ruoli secondari. - (IR) sta per Injured Reserve ed indica la lista ristretta per un solo giocatore infortunato che può tornare ad allenarsi dopo la settimana 6 e a rientrare in prima squadra dopo che questa ha giocato 8 partite. - (NF-Inj.) / (NF-Ill.) stanno rispettivamente per Non-Football Injured e Non-Football Illness ed indicano le liste dove viene inserito un giocatore che ha un infortunio o una malattia non dipendente dal football americano. - (PUP) sta per Physically Unable to Perform ed indica la lista dove viene inserito un giocatore mentre è in attesa di recuperare la condizione fisica. Nella stagione regolare dopo la sesta partita giocata dalla propria squadra, il giocatore ha tempo tre settimane per riprendere ad allenarsi, più tre settimane aggiuntive dal suo rientro agli allenamenti per rientrare in prima squadra. |

## Precampionato
Le gare del precampionato furono annunciate il 15 maggio 2024.
| Stagione regolare |           |            |                    |           |        |                       |               |         |
| Settimana         | Data      | Ora (ET)   | Avversario         | Risultato | Record | Stadio                | TV            | Sintesi |
| 1                 | 10 agosto | 4:25 p.m.  | Green Bay Packers  | S 10-23   | 0-1    | Huntington Bank Field | WEWS-TV (ABC) | Sintesi |
| 2                 | 17 agosto | 4:25 p.m.  | Minnesota Vikings  | S 12-27   | 0-2    | Huntington Bank Field | WEWS-TV (ABC) | Sintesi |
| 3                 | 24 agosto | 10:00 p.m. | @ Seattle Seahawks | S 33-37   | 0-3    | Lumen Field           | WEWS-TV (ABC) | Sintesi |

## Stagione regolare

### Calendario
Il 15 maggio 2024 fu annunciato il calendario della stagione regolare. Data e orario della gara di settimana 18 furono definiti il 29 dicembre, subito dopo lo svolgimento del diciassettesimo turno.
| Stagione regolare |                    |                    |                         |                    |                    |                            |                    |                    |
| Settimana         | Data               | Ora (ET)           | Avversario              | Risultato          | Record             | Stadio                     | TV                 | Sintesi            |
| 1                 | 8 settembre        | 4:25 p.m.          | Dallas Cowboys          | S 17-33            | 0-1                | Huntington Bank Field      | Fox                | Sintesi            |
| 2                 | 15 settembre       | 1:00 p.m.          | @ Jacksonville Jaguars  | V 18-13            | 1-1                | EverBank Stadium           | CBS                | Sintesi            |
| 3                 | 22 settembre       | 1:00 p.m.          | New York Giants         | S 15-21            | 1-2                | Huntington Bank Field      | Fox                | Sintesi            |
| 4                 | 29 settembre       | 4:25 p.m.          | @ Las Vegas Raiders     | S 16-20            | 1-3                | Allegiant Stadium          | CBS                | Sintesi            |
| 5                 | 6 ottobre          | 1:00 p.m.          | @ Washington Commanders | S 13-34            | 1-4                | Northwest Stadium          | Fox                | Sintesi            |
| 6                 | 13 ottobre         | 1:00 p.m.          | @ Philadelphia Eagles   | S 16-20            | 1-5                | Lincoln Financial Field    | Fox                | Sintesi            |
| 7                 | 20 ottobre         | 1:00 p.m.          | Cincinnati Bengals      | S 14-21            | 1-6                | Huntington Bank Field      | CBS                | Sintesi            |
| 8                 | 27 ottobre         | 1:00 p.m.          | Baltimore Ravens        | V 29-24            | 2-6                | Huntington Bank Field      | CBS                | Sintesi            |
| 9                 | 3 novembre         | 1:00 p.m.          | Los Angeles Chargers    | S 10-27            | 2-7                | Huntington Bank Field      | CBS                | Sintesi            |
| 10                | Settimana di pausa | Settimana di pausa | Settimana di pausa      | Settimana di pausa | Settimana di pausa | Settimana di pausa         | Settimana di pausa | Settimana di pausa |
| 11                | 17 novembre        | 1:00 p.m.          | @ New Orleans Saints    | S 14-35            | 2-8                | Caesars Superdome          | Fox                | Sintesi            |
| 12                | 21 novembre        | 8:15 p.m.          | Pittsburgh Steelers (T) | V 24-19            | 3-8                | Huntington Bank Field      | Prime Video        | Sintesi            |
| 13                | 2 dicembre         | 8:15 p.m.          | @ Denver Broncos (M)    | S 32-41            | 3-9                | Empower Field at Mile High | ESPN               | Sintesi            |
| 14                | 8 dicembre         | 1:00 p.m.          | @ Pittsburgh Steelers   | S 14-27            | 3-10               | Acrisure Stadium           | CBS                | Sintesi            |
| 15                | 15 dicembre        | 1:00 p.m.          | Kansas City Chiefs      | S 7-21             | 3-11               | Huntington Bank Field      | CBS                | Sintesi            |
| 16                | 22 dicembre        | 1:00 p.m.          | @ Cincinnati Bengals    | S 6-24             | 3-12               | Paycor Stadium             | Fox                | Sintesi            |
| 17                | 29 dicembre        | 4:05 p.m.          | Miami Dolphins          | S 3-20             | 3-13               | Huntington Bank Field      | CBS                | Sintesi            |
| 18                | 4 gennaio          | 4:30 p.m.          | @ Baltimore Ravens      | S 10-35            | 3-14               | M&T Bank Stadium           | ESPN/ABC           | Sintesi            |

Note:
- Gli avversari della propria division sono in grassetto.
- Il simbolo "@" indica una partita giocata in trasferta.
- (M) indica il Monday Night Football, (T) il Thursday Night Football e (S) il Sunday Night Football.

## Premi

### Premi settimanali e mensili
- Jameis Winston:

giocatore offensivo della AFC della settimana 8
- Myles Garrett:

difensore della AFC della settimana 12